# Immaterielles Kulturerbe im Großherzogtum Luxemburg
Das offizielle immaterielle Kulturerbe im Großherzogtum Luxemburg (luxemburgisch Immateriellt Kulturierwen zu Lëtzebuerg) (IKI) umfasst kulturelle Traditionen, die in das Register des immateriellen Kulturerbes des Landes aufgenommen wurden. Es ergänzt die Repräsentative Liste des immateriellen Kulturerbes der Menschheit der UNESCO auf nationaler Ebene. In den übrigen deutschsprachigen Staaten entsprechen ihm das bundesweite Verzeichnis des immateriellen Kulturerbes in Deutschland, das Verzeichnis des immateriellen Kulturerbes in Österreich sowie die Liste der lebendigen Traditionen in der Schweiz.

## Inhalt des Registers
Neben der Echternacher Springprozession, die 2010 auch in die weltweite Liste übernommen wurde, umfasst das Verzeichnis die folgenden Traditionen, Bräuche und Veranstaltungen:
- Die Eemaischen, ein Töpfermarkt, der am Ostermontag am Fischmarkt in der Landeshauptstadt Luxemburg sowie in Nospelt stattfindet, und bei denen insbesondere Péckvillchen, aus gebranntem Ton hergestellte Keramikpfeifchen in Vogelform angeboten werden[1]
- Die Oktave zu Ehren Unserer Lieben Frau von Luxemburg, eine Wallfahrt zur Luxemburger Kathedrale in der Zeit nach Ostern[2]
- Die Schobermesse mit ihrem Hämmelsmarsch, ein Volksfest im Spätsommer in der Stadt Luxemburg[3]
- Der Nikolaustag, der Festtag des heiligen Nikolaus am 6. Dezember[4]
- Die musikalische Kunst des französischen Jagdhorns[5]
- Die Kunst des Trockenmauerbaus[6]
- Die Hebammenkunst[7]
- Die Haus- und Flurnamen[8]

## Weiterentwicklung
Das Register wurde erstmals 2008 erstellt und ist seither unverändert geblieben. Im September 2018 kündigte der Staatssekretär für Kultur, Guy Arendt, an, unter Leitung des Theologen, Historikers und Denkmalpflegers Patrick Dondelinger die Liste überarbeiten und erweitern zu lassen. Da von den fünf vorgegebenen Kategorien alle bisherigen Einträge in die der gesellschaftlichen Bräuche, Rituale und Feste fallen, soll der Schwerpunkt der Ergänzungen in den Bereichen mündlich überlieferte Traditionen und Ausdrucksformen, darstellende Künste, Wissen und Praktiken im Umgang mit der Natur und dem Universum sowie Fachwissen über traditionelle Handwerkstechniken liegen. Vorgeschlagen wurden beispielsweise das Klibberen, das Buergbrennen sowie die Aulenbäckerei, also die Herstellung der auf dem Eemaischen angebotenen Tonfigürchen.